# Dragonboat ai Giochi mondiali 2025
Le competizioni di dragonboat ai Giochi mondiali 2025 si sono svolte dal 9 al 10 agosto 2025 presso il Lago Xinglong di Chengdu, in Cina.

## Podi
| Specialità                       | Oro        | Argento    | Bronzo        |
| 200 m 10 posti misto (dettagli)  | Thailandia | Cina       | Ucraina       |
| 500 m 10 posti misto (dettagli)  | Indonesia  | Ucraina    | Thailandia    |
| 2000 m 10 posti misto (dettagli) | Ucraina    | Indonesia  | Spagna        |
| 200 m 8 posti open (dettagli)    | Indonesia  | Thailandia | Taipei cinese |
| 500 m 8 posti open (dettagli)    | Ucraina    | Indonesia  | Thailandia    |
| 2000 m 8 posti open (dettagli)   | Indonesia  | Cina       | Spagna        |

## Medagliere
| Posiz. | Nazione       | Oro | Argento | Bronzo | Totale |
| ------ | ------------- | --- | ------- | ------ | ------ |
| 1      | Indonesia     | 3   | 2       | 0      | 5      |
| 2      | Ucraina       | 2   | 1       | 1      | 4      |
| 3      | Thailandia    | 1   | 1       | 2      | 4      |
| 4      | Cina          | 0   | 2       | 0      | 2      |
| 5      | Spagna        | 0   | 0       | 2      | 2      |
| 6      | Taipei cinese | 0   | 0       | 1      | 1      |
| Totale | Totale        | 6   | 6       | 6      | 18     |